# 中头盔
中头盔（bascinet,bassinet或者basinet）是一种欧洲中世纪敞面战盔，典型配有锁子甲面罩(aventail)和带铰链的面罩。

## 早期版本
14世纪早期的版本没有面罩，而是戴在一个更大的头盔里面（头盔中的头盔）。在骑兵第一次使用骑枪进行冲锋之后骑兵们展开肉搏战，外面的“更大的头盔”就被扔掉，因为它妨碍士兵呼吸而且影响视线。所以在这种战术中，里面还戴着一个小头盔是非常占优势的。
头盔敞面部分的边缘具有很多小孔，用来装上锁子甲面罩来保护下巴、脖子和肩膀。

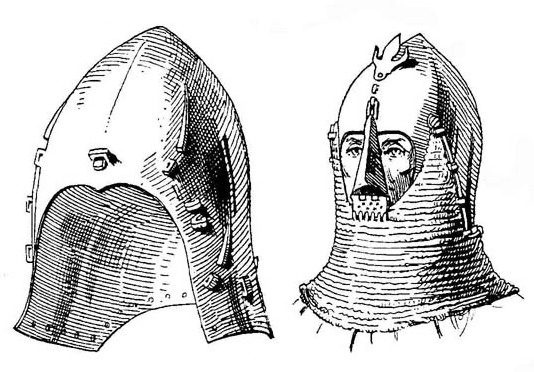
作为“头盔中的头盔”的中头盔

## 发展
中头盔进一步发展出护鼻，用来在扔掉“更大的头盔”之后保护鼻子。在14世纪中期，大部分的骑士都不使用“更大的头盔”了，而更喜欢用带有面罩的中头盔。中头盔通常是圆锥形的，有点像鸟喙。早期版本的这种中头盔通常具有锁子甲面罩来保护脖子。较晚的版本（14世纪末期）用护喉甲(gorget).锁子甲面罩与一根皮带连接，皮带又通过一些U型钉和头盔的下缘连接。经济条件差的士兵又是戴着没有面罩的中头盔，上面有连接着锁子甲面罩的钢制护鼻，护鼻可以被所在头盔的前部进行固定。

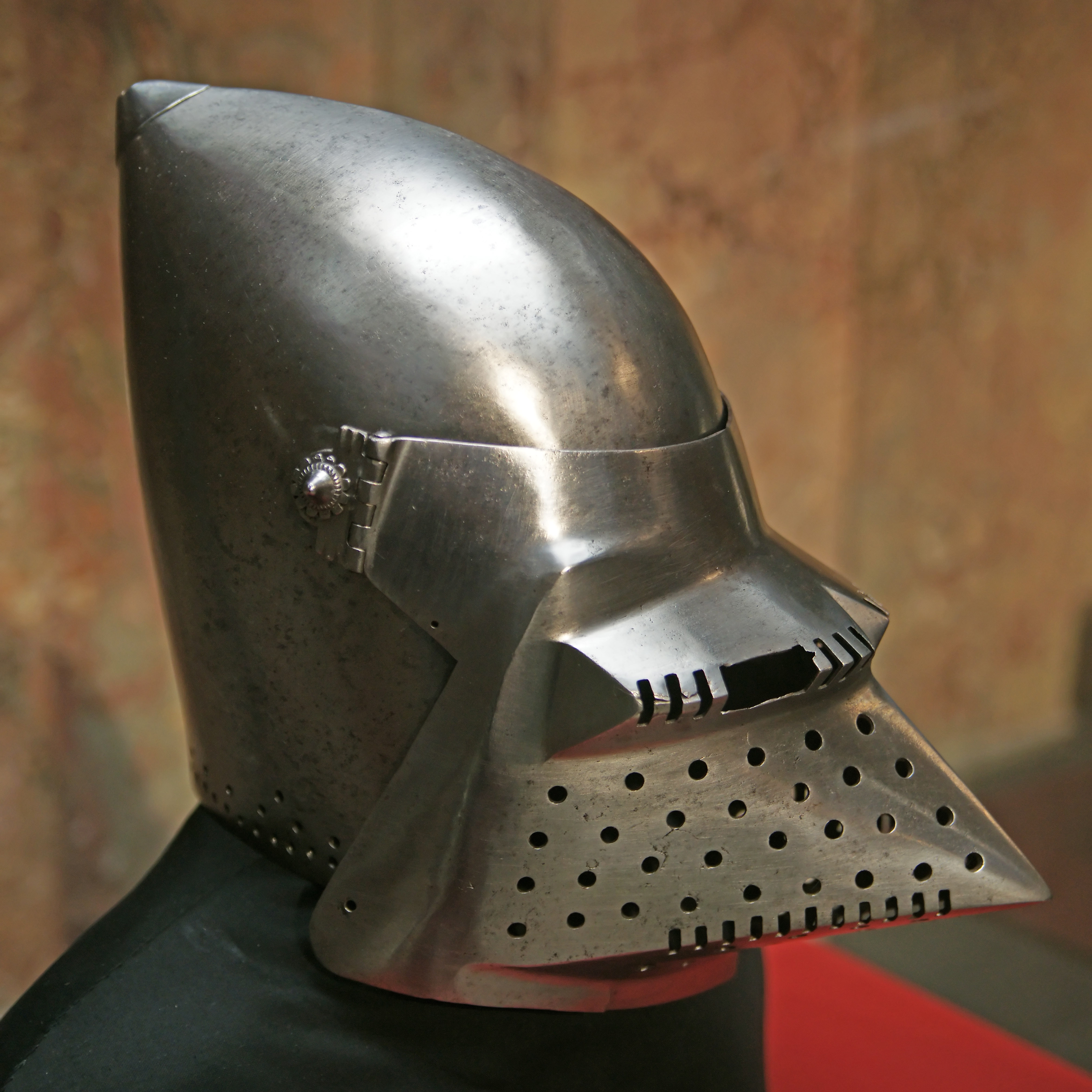
中头盔，米兰，约1400年: 向前拱出的“猪脸”面罩设计，令中头盔比原先套在更大的头盔的戴法更为舒适。

## 衬垫
头盔底端边缘也有一连串的小洞，面部也有小洞。这些洞用来把衬垫缝制在头盔里面。衬垫用亚麻布，或者亚麻布、面部、羊毛和马毛制成的混合纺织物做成。头盔顶端部分的衬垫经过特殊设计，可以用来调节头盔在头上的高度。虽然没有下巴绑带来把头盔固定在头上，头盔被绑在无袖战袍（surcoat）或者装甲上。

## 使用
中头盔，不管没有面罩还是有面罩，是14世纪末期到15世纪早期欧洲最常见的一种头盔，使用范围包括英法百年战争。现代的例证显示，几乎每一个騎士和重骑兵都配备有一件这样的头盔。基本的设计意图是把武器的冲击转移到下方，避开对头颅和面部的重击。

## 末期版本
从14世纪末期到15世纪早期，中头盔从短变长，甚至于背部垂直。在15世纪早期，德国出现了一种具有比较类似球状面罩的版本。15世纪上半页，德国生产了一种叫做“大型中头盔”的中头盔。面罩和头部都变得更加类似球状。知道15世纪中期，大型中头盔演变成为双层护面头盔（armet）。

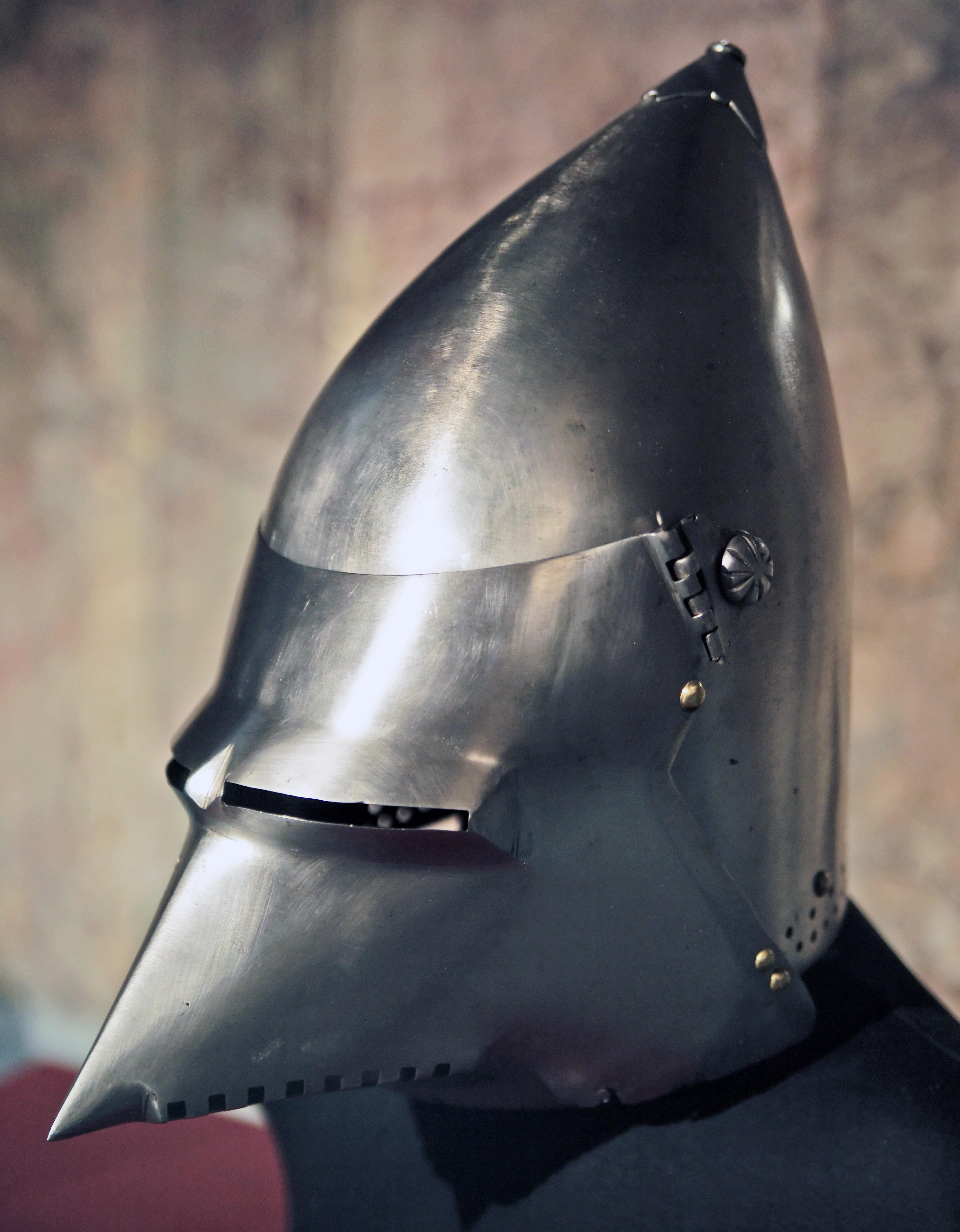
奥利地红头盔，米兰,1400年。